# 飯塚弥一郎
飯塚 弥一郎（彌一郎、いいづか やいちろう、1852年8月21日（嘉永5年7月7日）- 1923年（大正12年）9月18日）は、明治から大正期の地主、農業経営者、実業家、政治家。衆議院議員、新潟県刈羽郡日高村長。

## 経歴
越後国刈羽郡新道村、のちの新潟県刈羽郡日高村（高田村を経て現柏崎市新道）で、大地主・飯塚弥兵衛の長男として生れた。藍澤南城の三余堂学寮で漢学、洋学を学んだ。1868年（明治元年6月）に家督を相続。農業を営む。
実業界などでは、1882年（明治15年）1月、第百三十九国立銀行取締役に就任。その他、同行監査役、日本石油監査役、柏崎銀行取締役、同頭取、柏崎米穀取引所理事、北浜酒造監査役、北越植民監査役、日本赤十字社特別会員、帝国義勇艦隊名誉会員、恩賜財団済生会名誉会員などを務めた。
1871年（明治4年10月）新道村外9ヶ村戸長に就任。区長を経て、1880年（明治13年）4月、新潟県会議員に選出された。1889年（明治22年）日高村長に就任。1897年（明治30年）1月、刈羽郡会議員となり同参事会員も務めた。
1915年（大正4年）3月、第12回衆議院議員総選挙に新潟県郡部から立憲同志会所属で出馬して当選し、その後憲政会に所属して衆議院議員に1期在任した。

## 親族
- 父・飯塚弥兵衛 ‐ 刈羽郡新道村の大地主。飯塚家は同郡を代表する有力者
- 弟・山田順一 (衆議院議員)[8]
- 弟・渋谷善作（1863-1931) ‐ 実業家、長岡市会議長[2][4]。 弥兵衛の四男。長岡学校卒業後上京して中村正直の同人社に学び、慶応義塾に転じて1883年卒業、同志社英学校で神学を修め、北越学館の教師、新潟女学校長も務めた。1897年に長岡市の地主であり有力者の渋谷権之助家の養子となった。その後長岡高等女学校の校長を務め長岡銀行頭取ほか、日本石油、北越鉄道、北越製紙の設立にもかかわり、長岡市議会議長、長岡商工会議所会頭を歴任した。養家の兄に金融会社広融会設立、北越鉄道の発起人、農工銀行の大株主で新潟県議会長も務めた渋谷初次郎（1861-1904）、養家の姉に久須美秀三郎の妻ケイ（1855年生）がいる。[9][10][11]
- 妻・テウ（1858年生） ‐ 刈羽郡平井村の代官・高野六太夫（米峰）の長女[12]
- 二女・アイ（1883年生） ‐ 十日町銀行取締役・増田太平治の妻[13]
- 二男 飯塚知信（衆議院議員）[4]
  - 妻 飯塚貞子（関矢橘太郎の娘）[4] ‐ 関矢孫左衛門の孫、関矢孫一の妹。孫一は山田順一の婿養子・賢象の甥